# David Alexander Provan
David Provan (Gourock, 8 de maio de 1956) é um ex-futebolista escocês.
David Provan competiu na Copa do Mundo FIFA de 1982, sediada na Espanha, na qual a seleção de seu país terminou na 15º colocação dentre os 24 participantes.